# Rajd Wisły 1987
Rajd Wisły 1987 – 35. edycja Rajdu Wisły. Był to rajd samochodowy rozgrywany od 18 do 21 września 1987 roku. Była to czwarta runda Rajdowych Samochodowych Mistrzostw Polski w roku 1987. Rajd składał się z dziewiętnastu odcinków specjalnych. Rajd rozgrywany był na nawierzchni asfaltowej i szutrowej. Zwycięzcą został Marian Bublewicz.

## Wyniki końcowe rajdu[1][2]
| Miejsce | Kierowca            | Pilot              | Samochód               | Czas    | Strata | Grupa Klasa |
| ------- | ------------------- | ------------------ | ---------------------- | ------- | ------ | ----------- |
| 1       | Marian Bublewicz    | Jacek Wypych       | FSO Polonez 2000 Turbo | 1:24:06 | -      | B-21        |
| 2       | Lesław Orski        | Lech Wójcik        | Volkswagen Golf II GTi | 1:26:15 | +2:09  | P-31        |
| 3       | Ryszard Adamek      | Janusz Bronikowski | FSO Polonez 2000       | 1:29:40 | +5:34  | B-21        |
| 4       | Ryszard Trzciński   | Maciej Hołuj       | Lada VAZ 2105 VFTS     | 1:30:25 | +6:19  | B-21        |
| 5       | Marek Sadowski      | Barbara Stępkowska | FSO Polonez 2000       | 1:30:45 | +6:39  | P-31        |
| 6       | Paweł Przybylski    | Maciej Wisławski   | FSO Polonez 1600       | 1:31:21 | +7:15  | A-14        |
| 7       | Wiesław Stec        | Sławomir Piech     | Opel Manta 2.0 E       |         |        | P-31        |
| 8       | Robert Gryczyński   | Wojciech Kruzel    | FSO Polonez 1600       |         |        | A-14        |
| 9       | Krzysztof Hołowczyc | Joanna Gębik       | FSO 1500 A             |         |        | A-14        |
| 10      | Piotr Kufrej        | Jacek Lis          | Lada VAZ 2105 MTX      |         |        | B-21        |